# HMS Spartan (S105)
Pour les autres navires du même nom, voir HMS Spartan.
Le HMS Spartan (en français : Spartiate), pennant number S105, est un sous-marin nucléaire d'attaque britannique de la classe Swiftsure de la Royal Navy. Le bateau a été construit par Vickers Limited Shipbuilding Group (maintenant une division de BAE Systems) à Barrow-in-Furness, Cumbria, en Angleterre. Il a été lancé le 7 avril 1978 par Lady Lygo, épouse de l’amiral Sir Raymond Lygo. Il a été désarmé en janvier 2006.

## Engagements
Lors de la guerre des Malouines, le HMS Spartan a reçu l’ordre de naviguer vers le sud et les îles Falkland deux jours avant l’invasion argentine des îles, le 30 mars 1982. Le Spartan a été le premier navire à arriver dans les îles, et il a commencé à appliquer la zone d'exclusion maritime de 200 milles marins (320 km) imposée par les Britanniques. Peu de temps après, le Spartan aperçut la marine marchande argentine minant le port de Stanley, mais il ne reçut pas l’ordre d’attaquer. Cela était dû en partie aux préoccupations britanniques concernant l’escalade dans la guerre trop tôt, mais aussi pour éviter de mettre sur leurs gardes des cibles de plus grande valeur, telles que le porte-avions argentin ARA Veinticinco de Mayo. Le 1er mai, le Spartan suivait le Veinticinco de Mayo, juste à l’extérieur de la limite argentine de 12 milles (19 km), lorsque le sous-marin a reçu l’ordre de s’éloigner transmis par le commandement de la flotte à Northwood en Angleterre, contre l’avis du commandant de la force opérationnelle, l’amiral Sandy Woodward. Il considérait, en tant qu’officier de marine le plus haut gradé de la région, qu’il devait contrôler les sous-marins de la Royal Navy dans la région et qu’on risquait de perdre la guerre par l’absence de contrôle local dans la zone des combats. Dans les jours suivants, le Veinticinco de Mayo a donc pu se déplacer, sans être surveillé par les sous-marins nucléaires britanniques, et potentiellement lancer une attaque de Douglas A-4Q Skyhawk à une distance beaucoup plus proche que cela aurait été possible depuis les aérodromes argentins. Contrairement au HMS Conqueror, le Spartan n’a pas tiré sur l'ennemi pendant la guerre des Malouines, bien qu’il ait fourni des renseignements précieux à la Force opérationnelle britannique sur les mouvements d’avions argentins.
En novembre 2010, il a été rapporté dans le Hansard que le Spartan s’était échoué au large de la côte ouest de l’Écosse en octobre 1989.
En 1999, le Spartan a été équipé de missiles de croisière BGM-109 Tomahawk.